# 迪功郎
迪功郎，又稱宣教郎，古代官名。宋代始置。
迪功郎最早為隋朝的將仕郎，从九品下。北宋徽宗政和六年（1116年）十一月，改名迪功郎，為第三十七階。從九品。南宋於迪功郎之下，再增置通仕、登仕、將仕三郎。南宋高宗绍兴二年（1132年），周曼以特奏名补右迪功郎，授潭州善化县尉待阙。南宋高宗紹興二十三年癸酉（1153年），朱熹亦曾被授左迪功郎。明朝沿置為文散官，正八品。

## 軼事
- 北宋有周應熙，因官封迪功郎，被稱周迪功郎，篤信佛教，樂善好施，當地被稱周莊。